# The Dresden Dolls
The Dresden Dolls su američki duo iz Bostona u državi Massachusetts. Osnovan je 2000. godine, a njegovi članovi Amanda Palmer (vokali, glasovir, usna harmonika, ukulele) i Brian Viglione (bubnjevi, udaraljke, gitara, bas-gitara, vokal). Par svoj stil opisuje kao "brechtovski punk cabaret", što je fraza koju je smislila Palmer jer je bila "prestrašena" mogućnošću da će mediji izumiti za njih ime koje "uključuje riječ gothic". The Dresden Dolls su dio underground pokreta zvanog "dark cabaret" koji je počeo stjecati značaj u ranim 90-im godinama 20. stoljeća.

## Diskografija
Studijski albumi
- The Dresden Dolls (2003.)
- Yes, Virginia... (2006.)

Singlovi
- "Good Day" (2003.)
- "Girl Anachronism" (2003.)
- "Coin-Operated Boy" (2004.)
- "Sing" (2006.)
- "Backstabber" (2006.)
- "Shores of California" (2007.)
- "Night Reconnaissance" (2008.)
- "Dear Jenny" (2008.)